# Rafael Quintero
Rafael Quintero más conocido como Rafael "Chi Chi" Quintero (Camagüey, Cuba, 16 de septiembre de 1940 - † Baltimore, Estados Unidos, 1 de octubre de 2006) fue un operativo de la CIA.

## Biografía
Se incorporó al movimiento de resistencia al dictador cubano Fulgencio Batista cuando era un joven estudiante. Unos pocos días antes de la revolución cubana de Fidel Castro se unió a un grupo de este en la Sierra Maestra. Después de su descontento con el régimen de Castro deserto en noviembre y se unió a Manuel Artime en contra de Castro. Su grupo fue apoyado por Frank Sturgis y la CIA por su relación con Fabián Escalante  y sus operaciones encubiertas para la CIA de 1959 a 1962. Pedro Luis Díaz Lanz voló en un avión de la CIA a La Habana donde dejó caer miles de panfletos instando a la población cubana para derrocar al régimen de Castro el 21 de octubre de 1959 como parte de las operaciones de Artime. Cerca de diciembre de 1959, Manuel Artime dejó Cuba con cien mil pesos, cuando vio que no pasaba nada. Quintero se mudó a Estados Unidos, el mes siguiente.
El 5 de junio de 1960, el Movimiento para la Recuperación de la Revolución o (RRM) fue creado por Manuel Artime, Manuel Antonio de Varona, Aureliano Sánchez Arango, José Miró Cardona y Quintero. Al mismo tiempo, Quintero se convirtió en un miembro de la Operación 40 junto con otros cubanos anticastristas. En 1961 Quintero entró secretamente a Cuba y fue detenido justo antes de la Invasión de bahía de Cochinos, fue liberado y regresó a los EE. UU. Rafael Quintero se desempeñó como jefe adjunto de la RRM por debajo de Artime en 1962. Manuel Artime obtuvo dinero de la CIA a través de Theodore Shackley en 1963. Manuel Artime, Rafael Quintero y Félix Ismael Rodríguez se trasladaron a Nicaragua para la creación de un ejército de 300 hombres y obtuvo armas, suministros y embarcaciones para invadir Cuba. Quintero murió en Baltimore, Maryland después de un historial de insuficiencia renal.